# 馬佐夫舍地區奧扎魯夫

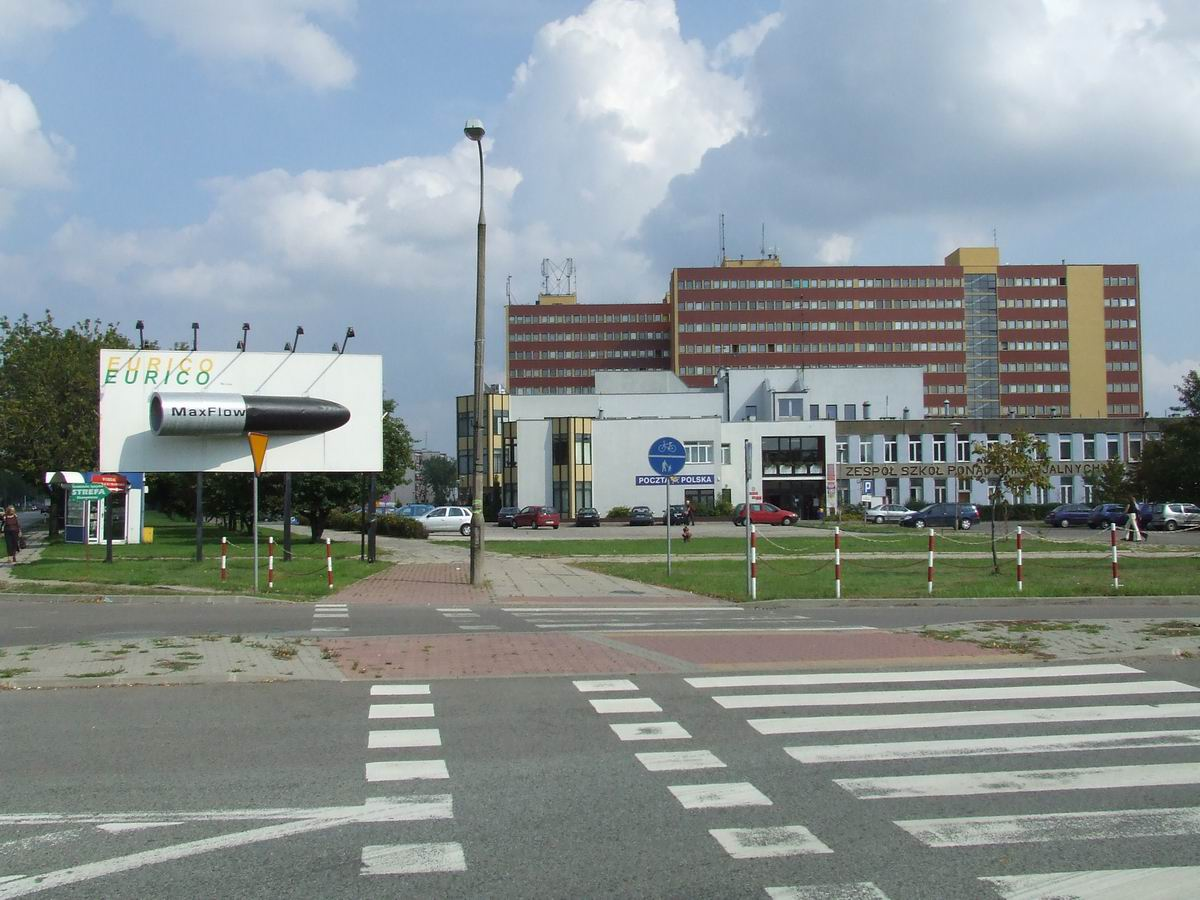

馬佐夫舍地區奧扎魯夫是波蘭的城鎮，位於該國中部，由馬佐夫舍省負責管轄，始建於十五世紀，面積5.75平方公里，該地區自公元前九世紀有人類居住，2006年人口8,237。

## 外部連結
- Official town webpage （页面存档备份，存于）
- Jewish Community in Ożarów Mazowiecki on Virtual Shtetl

52°12′30″N 20°48′00″E / 52.20833°N 20.80000°E